# Honour Moderations
Honour Moderations (in der akademischen Umgangssprache auch Mods genannt) sind die Zwischenprüfungen in einigen Studiengängen der Universität Oxford, vor allem der Literae humaniores.
Die ersten fünf Trimester (terms) der Literae humaniores dienen der Vorbereitung auf die Honour Moderations (Mods), die für Classics I Studenten aus zehn Klausuren (papers) bestehen, für Studenten aus Classics II aus sieben. Traditionell besteht die Prüfung im Nachweis von fortgeschrittenen Sprachkenntnissen in Latein und Altgriechisch.